# حي الجامعة (بغداد)
حي الجامعة من المناطق المعروفة في العاصمة العراقية بغداد وتقع في جانب الكرخ من العاصمة، وتعتبر من المناطق الحيوية في هذا الجانب لكونها تؤدي إلى عدة مناطق وتمثل حلقة الوصل فيما بينها، حيث تقع تلك المنطقة إلى الجانب الغربي من مدينة بغداد وتحدها من الشرق بالمنصور ومن الغرب حي الخضراء ومن الشمال حي العدل ومن الجنوب حي القضاة ونفق الشرطة و حي حطين.
سُمّيت بهذا الاسم نسبة إلى توزيع بعض من قطع الأراضي فيها إلى أساتذة الجامعات العراقية واشتهرت بهذا الاسم بالرغم من توزيع قطع الأراضي في حي الخارجية والشرطة ولكن حافظت على اسم حي الجامعة كونها أول القطع التي وزعت فيها.
يقسم حي الجامعة شارع الربيع الذي يزدهر بالأسواق التجارية والمحلات المتنوعة بالإضافة إلى المطاعم المشهورة.
مرت حي الجامعة بظروف استثنائية إبان فترة الاحداث الطائفية التي عصفت في العاصمة بغداد وحولت ابرز مدنها واحياءها إلى مناطق يشوبها خراب والدمار كونها من المناطق الساخنة، واستمر فيها الوضع كان مزرياً قرابة السنتين بين العام 2006 و 2008، ولكن سرعان ما عادت ونهضت من جديد وعادت الحياة فيها وبرزت فيها عدة اماكن حيوية مثل شارع 66 وهو شارع مشهور حالياً بكثرة العيادات الطبية والمحال التجارية وكذلك الحال بالنسبة لشوارع اخرى البارزة فيها مثل شارع المرك (نسبة الى تواجد مركز الشرطة فيه) وشارع الحمداني (نسبة الى وجود الفرع الاصلي لحلويات الحمداني).
خلال الاضطرابات الطائفية الأخيرة التي حصلت في بغداد، أصبح حي الجامعة واحدة من المناطق المضطربة الرئيسية في غرب بغداد، إلى درجة أنه خلال الفترة من أوآخر عام 2006 إلى أوائل عام 2007، أصبح الحي بأكمله «مدينة أشباح» بحكم الأمر الواقع، ومع ذلك، بعد عودة الأمن في عام 2008 إستعاد الحي الكثير من حيويته السابقة واصبح من الاحياء المرغوبة سكناً وزيارة من قبل سكان بغداد.

## جغرافياً
يحدها حي العدل من الشمال، وحي المنصور والداوودي من الشرق، وحي الشرطة من الجنوب، وحي الخضراء والغزالية من الغرب.

## المواصلات
شارع الربيع هو الشارع الرئيسي ومنطقة التسوق الرئيسية في حي الجامعة حيث يمتد من الشمال إلى الجنوب في النصف الشرقي من حي الجامعة.